# Aurélien Scheidler
Aurélien Scheidler (Saint-Martin-Boulogne, Francia, 4 de junio de 1998) es un futbolista francés que juega de delantero para el FCV Dender EH de la Jupiler Pro League de Bélgica.

## Trayectoria
Es un jugador formado en el US Boulogne con el que llegó a debutar con su equipo filial en 2015. En la temporada 2016-17, sería cedido al filial del Amiens SC, para posteriormente alternar el filial con el primer equipo del US Boulogne.
En la temporada 2018-19, firmó por el filial de la US Orléans, con el que anotó 15 goles en la quinta división francesa.
El 13 de abril de 2019, Scheidler firmó su primer contrato profesional con el US Orléans de la Ligue 2. El 2 de agosto de 2019, hizo su debut profesional con el club en la derrota por 1-0 ante Chambly.
En la temporada 2020-21, firma por el Dijon FCO de la Ligue 2. En enero de 2021, el delantero fue cedido al AS Nancy Lorraine. 
En julio de 2021, el Dijon FCO recupera al jugador para convertirlo en su referencia con el que anota 12 goles en la Ligue 2.
El 1 de septiembre de 2022, Scheidler fichó en Italia por el Bari de la Serie B, por el que pagó dos millones de euros y anotó tres goles en la temporada 2022-23.
El 1 de septiembre de 2023, Scheidler firma por el F. C. Andorra de la Segunda División de España, cedido por el conjunto italiano.